# Calophyllum chapelieri
Calophyllum chapelieri är en tvåhjärtbladig växtart som beskrevs av Emmanuel Drake del Castillo. Calophyllum chapelieri ingår i släktet Calophyllum och familjen Calophyllaceae. Inga underarter finns listade i Catalogue of Life.